# セルゲイ・ブリズガロフ
セルゲイ・ウラディミロヴィチ・ブリズガロフ（ロシア語: Сергей Владимирович Брызгалов, ラテン文字表記: Sergei Vladimirovich Bryzgalov, 1992年11月15日 - ）は、ロシア・ニジニ・ノヴゴロド州パヴロヴォ出身のサッカー選手。FKファケル・ヴォロネジ所属。ポジションはDF。

## 経歴
1992年、ロシア・ニジニ・ノヴゴロド州のパヴロヴォにて生まれた。6歳の頃にサッカーを始め、11歳の時にモスクワ州に引越しをした。2009年、エゴリエフスクにあるサッカー・スクールのマステル・サトゥルンに入団。同年、プロサッカークラブのサトゥルン・ラメンスコーエに入団してユースの試合にて15試合に出場した。2010年3月28日、第3節のFCロストフ戦でロシア・プレミアリーグデビューを果たした。2011年1月下旬、所属していたサトゥルンが財政難のためリーグ撤退を発表。3月11日、FCスパルタク・モスクワへ移籍をした。2011-2012シーズンではヴァレリー・カルピン指揮の下で18試合に出場をした。
2016年6月14日、FCテレク・グロズヌイと4年契約を結んだ。
2017年、FCアンジ・マハチカラに移籍した。

## 所属クラブ
- サトゥルン・ラメンスコーエ 2009-2010
- FCスパルタク・モスクワ 2011-2016

→ FCスパルタク-2・モスクワ 2014-2016
- FCテレク・グロズヌイ 2016
- FCアンジ・マハチカラ 2017-2018
- FCウラル・スヴェルドロフスク・オブラスト 2018-